# Euglossa alleni
Euglossa alleni är en biart som beskrevs av Jesus Santiago Moure 1968. Euglossa alleni ingår i släktet Euglossa, tribus orkidébin, och familjen långtungebin. Inga underarter finns listade.